# Hygrochroa erotina
Hygrochroa erotina är en fjärilsart som beskrevs av William Schaus 1939. Hygrochroa erotina ingår i släktet Hygrochroa och familjen silkesspinnare. Inga underarter finns listade i Catalogue of Life.